# Miha Kokol
Miha Kokol, slovenski nogometaš, * 23. november 1989, Maribor.
Kokol je profesionalni nogometaš, ki igra na položaju napadalca. Od leta 2022 je član avstrijskega kluba Malerbetrieb Haring St. Andrä/Höch. Pred tem je igral za slovenske klube Maribor, Bela Krajina, Malečnik, Nafta Lendava, Drava Ptuj, Aluminij, Zavrč, Gorica in Koper, ob koncu kariere pa za avstrijske St. Veit/Vogau, Deutsch Goritz, SV Weinburg in SVU Tieschen. Skupno je v prvi slovenski ligi odigral 40 tekem in dosegel sedem golov. Bil je tudi član slovenske reprezentance do 18 in 19 let.